# Ludwig Rubiner

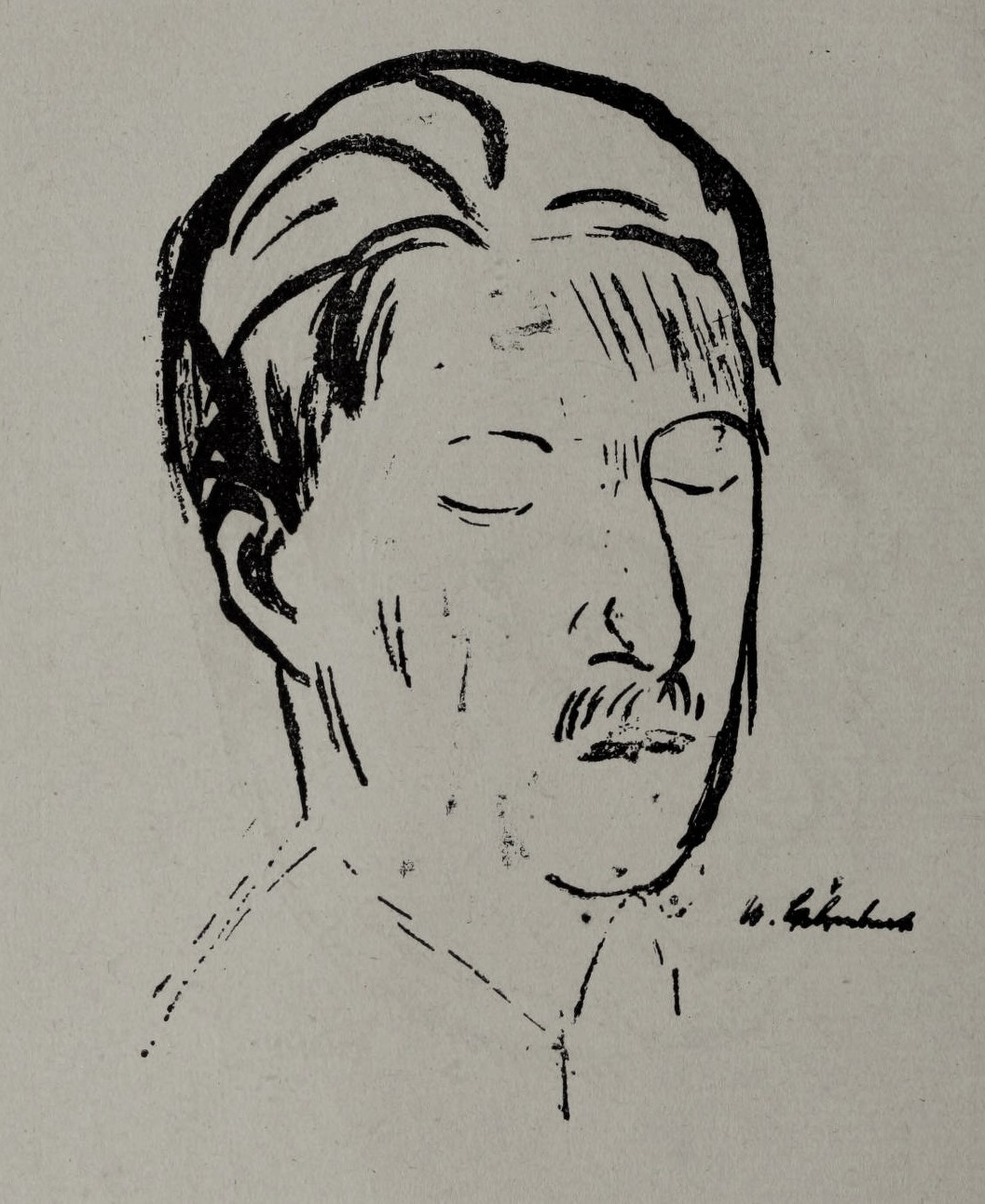
Ludwig Rubiner, gezeichnet von Wilhelm Lehmbruck (um 1917)

Ludwig Rubiner (* 12. Juli 1881 in Berlin; † 27. Februar 1920 ebenda) war Dichter, Literaturkritiker und Essayist des Expressionismus.
Zu seinen wichtigsten Werken gehören das Manifest Der Dichter greift in die Politik (1912) und das Drama Die Gewaltlosen (1919). Mit seinen Kriminalsonetten (1913) wird Rubiner als Vorläufer des Dadaismus gesehen.

## Leben

### Schule und Universität
Ludwig Rubiner wurde als Sohn von Wilhelm Rubiner und Betty Rubiner in eine ostjüdische Familie geboren, die aus Galizien stammte und sich in Berlin niedergelassen hatte. Rubiner besuchte das evangelische Gymnasium und schrieb sich 1902 an der medizinischen Fakultät der Berliner Universität ein. Schon kurze Zeit später wechselte er an die philosophische Fakultät und studierte bis Ende 1906 Musik, Kunstgeschichte, Philosophie und Literatur. Während der Universitätszeit wurde er Mitglied der Berliner Freien Studentenschaft, wo er Vorträge über Lew Tolstoi, Strindberg und Wedekind hielt und sich mit Theateraufführungen beschäftigte. Das Universitätsleben führte ihn bald ins Milieu der Berliner Avantgarde, wo er zu den Radikalsten gehörte. Während die meisten dort Nietzsche verehrten, hob er gegen dessen „nur farbige Sentimentalität“ Max Stirners Buch Der Einzige und sein Eigentum (1845) als das „bedeutendste Manifest des Jahrhunderts“ hervor.
In diesen Kreisen lernte Rubiner zahlreiche Schriftsteller kennen, so Erich Mühsam, Paul Scheerbart, René Schickele, Ferdinand Hardekopf, Wilhelm Herzog und Herwarth Walden, die zu den wichtigsten Vertretern des Expressionismus zählten. Die Freundschaft mit Walden erleichterte es ihm, seine publizistische Tätigkeit zu beginnen.

### Erste Werke
Sein erstes Gedicht Zu den Höhen erschien 1904 in der anarchistischen Zeitschrift Der Kampf. 1906 begann er wie schon sein Vater eine Zeitungstätigkeit als Kritiker und veröffentlichte bis 1911 Glossen, Theaterkritiken und Gedichte in den Zeitschriften Die Gegenwart, Morgen, Der Demokrat, Das Theater, Der Sturm und Pan. Es handelt sich meist um kurze Schriften über literarische Themen und Persönlichkeiten, Essays über Schriftsteller, Komponisten und Maler, Besprechungen einzelner Werke aus Literatur und Musik sowie Erläuterungen zu Kunstausstellungen.

### Rubiner als Kritiker
Für die deutsche Literatur besprach Rubiner Werke von Else Lasker-Schüler, Max Brod, Ernst Blass, Eduard Stucken, Arthur Holitscher, Peter Hille und Heinrich Mann. In den Artikeln, die von Musik handeln, schrieb er über Debussy, Pfitzner, Schönberg, Strauss, Busoni und Puccini. Was die Malerei angeht, erläuterte er die Künstler der Berliner Neuen Sezession, Matisse und Rousseau.
1906 schrieb er das Textbuch für die Oper Waldens Der Nachtwächter, auf das er Mahlers Aufmerksamkeit zu lenken versuchte. Die Kooperation mit Walden dauerte bis Ende 1910, als sie zusammen für den Schlesinger’schen Opernführer die Einleitung zu Puccinis Madame Butterfly schrieben.
Zwischen 1908 und 1909 reiste Rubiner in verschiedene europäische Städte und Länder; ein halbes Jahr verbrachte er in Italien (Pisa und Florenz), ging nach Weimar und hielt sich schließlich in Russland, Österreich und in der Schweiz auf.

### Rubiner als Übersetzer
Seit Beginn seiner Tätigkeit als Literaturkritiker interessierte er sich für fremdsprachige Literatur, besonders für die französische und russische, weil er beide Sprachen beherrschte. 1907 schrieb er einen Essay über Joris-Karl Huysmans, 1909 einen über Fjodor Sologub, von dem er auch mehrere Gedichte übersetzte. Außerdem übersetzte er eine Erzählung von Paul Verlaine und schrieb einen Essay über den belgischen Schriftsteller Fernand Crommelynck. Weitere Übersetzungen sind Michail Kusmins Roman Taten des großen Alexander (1908) und die Novellen Abende auf dem Gutshof bei Dikanka (1831–1832) von Nikolai Gogol. Veröffentlicht wurden diese Werke in den Zeitschriften Zwei Herrscher, Die Phantasie, Die Gegenwart, Die Schaubühne, Das Theater und Der Demokrat. Bei seinen Übersetzungen arbeitete auch seine Frau Frida mit, die Rubiner 1908 kennengelernt hatte.

### In Frankreich
1910 veröffentlichte Rubiner unter dem Pseudonym „Ernst Ludwig Grombeck“ den Kriminalroman Die indischen Opale. Von 1911 bis 1918 arbeitete er bei Franz Pfemferts Zeitschrift Die Aktion mit. Im November 1912 zog er nach Paris, wo er mit dem Schriftsteller und Kunstkritiker Carl Einstein, Mitarbeiter der Zeitschriften Der Demokrat und Die Aktion, in einem kleinen Hotel wohnte.
Hier vermittelte er zwischen der deutschen und französischen Literatur: Er schrieb regelmäßig für die Zeitschriften Die Schaubühne, März und Die Aktion Artikel über die wichtigsten französischen Ereignisse der Zeit. In der Künstlerkolonie Fleury-en-Bière, die vom holländischen Maler Otto van Rees gegründet wurde und wo Kees van Dongen ein Gast war, lernte Rubiner Marc Chagall kennen. Dieser stellte seine Bilder in der ersten deutschen Herbsthalle Waldens aus, und Rubiner schloss mit ihm Freundschaft.
1915 musste er Frankreich verlassen und flüchtete als radikaler Kriegsgegner in die Schweiz, wo er für die Neue Zürcher Zeitung schrieb und 1917–18 die Exilzeitschrift Zeit-Echo herausgab.

### Rubiner als Sozialkritiker
1912 wandte Rubiner sich der Sozialkritik zu. In Paris verfasste er das politisch-literarische Manifest Der Dichter greift in die Politik, das in demselben Jahr in der Aktion erschien. 1913 veröffentlichte er die Kriminalsonette, die er zusammen mit dem wohlhabenden amerikanischen Händler Livingstone Hahn und dem Mitarbeiter der Zeitschrift Die Aktion, Friedrich Eisenlohr, schrieb. Er übersetzte und schrieb das Vorwort zur Autobiografie des Kriminellen und Kriminalpolizisten Eugène François Vidocq (1920), der im Frankreich Napoleon Bonapartes und der Restauration lebte.
Ab 1914, bereits wieder nach Berlin zurückgekehrt, verfasste er Artikel für die Zeitschrift Die weißen Blätter, bei der er bis 1919 mitarbeitete. 1914 schrieb er die Pantomime für den Stummfilm Der Aufstand, die in der von Kurt Pinthus herausgegebenen Sammlung Das Kinobuch enthalten ist.

### Exil in der Schweiz
Bei Kriegsausbruch ging Rubiner mit seiner Frau freiwillig ins Exil nach Zürich. Während dieser Zeit wurde er die Seele einer starken Gruppe von Intellektuellen und leitete die Zeitschrift Zeit-Echo in den vier Heften von 1917. In der Schweiz unterhielt er enge Beziehungen zu der Zeitschrift Die Weißen Blätter: 1916 veröffentlichte er dort die Gedichtsammlung Das himmlische Licht, die auch als Buch im selben Jahr erschien, ebenso veröffentlichte er 1916 das Manifest Die Änderung der Welt in der Zeitschrift Das Ziel.
1917 ist ein sehr schöpferisches Jahr: Er leitete seine Zeitschrift Zeit-Echo, in der er, noch tätig als Literaturkritiker, den Briefwechsel von Tolstoi unter dem Titel Revolutionstage in Russland veröffentlichte. Es handelt sich um die Briefe, die Tolstoi seinen innigsten Freunden in der letzten Zeit seines Lebens über die Ereignisse der russischen Revolution schrieb.
In der Aktion veröffentlichte er die programmatische Schrift Der Kampf mit dem Engel, in der von Pfemfert herausgegebenen Sammlung Das Aktionsbuch fünf Gedichte Zurufe an die Freunde und schließlich die Anthologie Der Mensch in der Mitte, in der Rubiner die vorher veröffentlichten Essays sammelte. 1918 übersetzte er zusammen mit seiner Frau Tolstois Tagebücher und veröffentlichte das Manifest Die Erneuerung in der Zeitschrift Das Forum.
Am 24. Dezember 1918 bekam er in Zürich einen österreichischen Pass. Seine Idealisierung der russischen Revolution führte Ende 1918 zur Ausweisung aus der Schweiz. Er kehrte über München nach Berlin zurück, wo er in der ehemaligen Wohnung von Busoni wohnte.

### Zurück in Deutschland
1919 begann er als Lektor beim Verlag Gustav Kiepenheuer in Potsdam zu arbeiten. Er veröffentlichte zum zweiten Mal die Essaysammlung Der Mensch in der Mitte, weiterhin die beiden Anthologien Kameraden der Menschheit. Dichtungen zur Weltrevolution sowie Die Gemeinschaft. Dokumente der geistigen Weltwende und das Drama Die Gewaltlosen, das Rubiner zwischen 1917 und 1918 in der Schweiz geschrieben hatte. In diesem Jahr veröffentlichte Rubiner auch den Essay Die kulturelle Stellung des Schauspielers in der Zeitschrift Freie Deutsche Bühne.
Im Frühjahr 1919 gründete Rubiner in Berlin zusammen mit Arthur Holitscher, Rudolf Leonhard, Franz Jung und Alfons Goldschmidt den Bund für proletarische Kultur nach sowjetischem Muster. Der Bund entstand nicht innerhalb der Kommunistischen Partei. Die proletarische Kultur sollte den Kampf der revolutionären Massen um die Befreiung vom bürgerlichen Wirtschafts- und Bildungsmonopol unterstützen. In Berlin war Rubiner 1919 an der Gründung des Proletarischen Theaters beteiligt, einer Wanderbühne für Arbeiter. Die Aufführungen fanden u. a. in Fabriken statt. Das Proletarische Theater endete mit der Premiere des Dramas Freiheit von Herbert Kranz am 14. Dezember 1919. Der Bund ging 1920 wegen Meinungsverschiedenheiten auseinander, ohne das Drama Die Gewaltlosen aufgeführt zu haben.
In der letzten Zeit seines Lebens arbeitete Rubiner zusammen mit seiner Frau an der Übersetzung der Romane und Erzählungen von Voltaire. Unter dem Titel Der Dichter Voltaire hatte er ein Jahr zuvor in den Weißen Blättern einen Essay veröffentlicht, den er als Vorwort für den ganzen Band wählte.

### Rubiners Tod
In der Nacht vom 27. auf den 28. Februar 1920 starb Rubiner infolge einer sechswöchigen Lungenkrankheit in einer Berliner Privatklinik, einige Tage nachdem die Gesellschaft Das junge Deutschland ihm einen Ehrentitel als Würdigung seiner literarischen Tätigkeit verliehen hatte. Am 3. März wurde er in Berlin-Weißensee beigesetzt. Die Grabreden hielten Franz Pfemfert und Felix Hollaender.